# Krogstasten

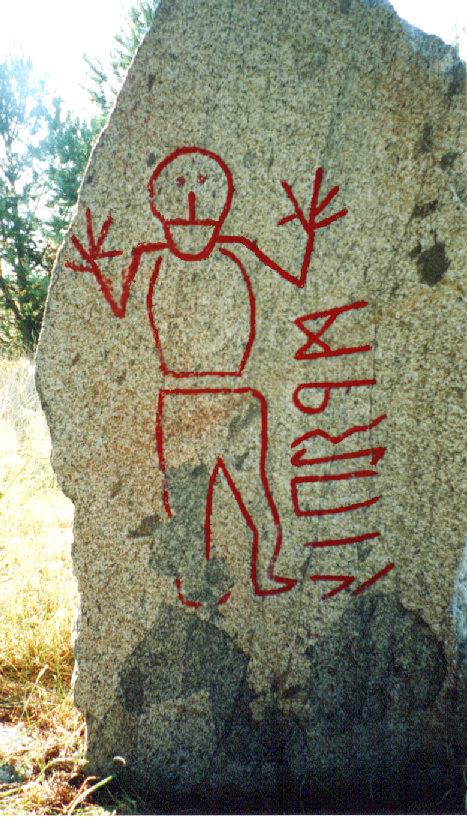
Runenstein von Krogsta

Der Krogstasten (U 1125) ist ein Runenstein, der im nördlichen Teil des Gräberfeldes von Krogsta, etwa einen Kilometer nördlich der Kirche von Tuna, an der Straße nach Nyvalla in Uppland in Schweden an seinem ursprünglichen Standort steht. Johannes Bureus (1568–1652) untersuchte den Stein bereits 1594.
Der im 6. Jahrhundert aufgestellte Runenstein ist der älteste in Uppland und mit Runen im älteren Futhark beschrieben. Auf einer Seite ist eine menschliche Figur in anbetender Haltung (mit erhobenen Armen und gespreizten Fingern) eingeritzt. Die Darstellung erinnert an Adoranten auf den Felsbildern der Bronzezeit, wie den sogenannten „Schuhmacher“ von Backa (schwedisch Skomakaren i Backa). Die Gestalt kann zur Abschreckung erstellt worden sein. Der Granitstein hat einen dreieckigen Querschnitt. Die Höhe beträgt 1,7 m bei einer Breite von 1,3 m an der Basis. Die Runenhöhe beträgt etwa 14 cm. Die Inschrift ist auf zwei Seiten aufgebracht, geschrieben mit sogenannten gespiegelten oder Wenderunen, die von hinten gelesen werden.

## Die Inschrift
Die Beschriftung ist schwer zu interpretieren. Die erste ausführliche Beschreibung stammt von Johan Nordenfalk aus dem Jahr 1858. Über wenige Runensteine ist mehr geschrieben worden als über den Krogstasten. Die Inschrift auf der Vorderseite lautet „mwsïeij“. Eine überzeugende Interpretation ist bisher trotz verschiedener Ansätze (zum Beispiel Annahme verschiedener Verschlüsselungen, Verwendung von Begriffsrunen) noch nicht gelungen. Die meisten Runologen stellen fest, dass der einzige lesbare Teil der Inschrift auf der Seite steht und „sïainaz“ lautet, was als „stainaz“ („Stein(e)“) gelesen werden kann.